# Piła III (ścieżka dźwiękowa)
Saw III: Original Motion Picture Soundtrack jest ścieżką dźwiękowa z filmu Piła III. Została opublikowana 24 października 2006 roku przez Warcon Enterprises. Głównym utworem tej płyty była piosenka "Monochrome" wykonana przez zespół Helmet.

## Lista utworów

### Północno-amerykańska wersja listy utworów
1. "This Calling" – All That Remains (3:40)
2. "No Submission" – Static-X (2:42)
3. "Eyes of the Insane" – Slayer (3:23)
4. "Walk With Me in Hell" – Lamb of God (5:13)
5. "Monochrome" – Helmet (3:48)
6. "Guarded" – Disturbed (3:23)
7. "Drilled A Wire Through My Cheek" – Blue October (4:27)
8. "No More" – Drowning Pool (4:27)
9. "Burn It Down" – Avenged Sevenfold (4:59)
10. "Your Nightmare" – Eighteen Visions (3:25)
11. "Dead Underground" – Opiate For The Masses (3:59)
12. "Suffocating Under Words of Sorrow (What Can I Do)" – Bullet for My Valentine (3:37)
13. "Fear Is Big Business" – Ministry (4:53)
14. "The Wolf Is Loose" – Mastodon (3:36)
15. "Killer Inside" – Hydrovibe Featuring Shawnee Smith (3:19)
16. "Sakkara" – Hourcast (3:46)
17. "Shed" – Meshuggah (3:37)
18. "Effigy" – The Smashup (4:37)
19. "Siesta Loca" – Ghost Machine (3:51)
20. "Shithole Theme" – Charlie Clouser (3:16)

### Europejska lista utworów

#### CD 1
1. "This Calling" – All That Remains
2. "No Submission" – Static-X
3. "Eyes of the Insane" – Slayer
4. "Walk With Me in Hell" – Lamb of God
5. "Monochrome" – Helmet
6. "Guarded" – Disturbed
7. "Drilled a Wire Through My Cheek" – Blue October
8. "No More" – Drowning Pool
9. "Burn It Down" – Avenged Sevenfold
10. "Your Nightmare" – Eighteen Visions
11. "Getting Closer" – Dope Stars Inc.
12. "Suffocating Under Words of Sorrow (What Can I Do)" – Bullet for My Valentine
13. "Fear is Big Business" – Ministry
14. "The Wolf is Loose" – Mastodon
15. "Killer Inside" – Hydrovibe Featuring Shawnee Smith
16. "Sakkara" – Hourcast
17. "Haunting" – Lore featuring Sean Brennan z London After Midnight
18. "Anti" – Samsas Traum
19. "Hatredcopter" – Dethklok (credited as Brendon Small and Gene Hoglan)
20. "Organ Grinder" – Emilie Autumn

#### CD 2
1. "Footcuffed"– Charlie Clouser
2. "In Chains"- Charlie Clouser
3. "Carrie"- Charlie Clouser
4. "Rib Caged"- Charlie Clouser
5. "Divorce"- Charlie Clouser
6. "Amanda"- Charlie Clouser
7. "Hello, Lynn"- Charlie Clouser
8. "Daughter"- Charlie Clouser
9. "Tin Box"- Charlie Clouser
10. "Freezer"- Charlie Clouser
11. "Surprised"- Charlie Clouser
12. "Some Things"- Charlie Clouser
13. "Doll Hall"- Charlie Clouser
14. "Pig Juicer"- Charlie Clouser
15. "Prep"- Charlie Clouser
16. "Surgery"- Charlie Clouser
17. "Baptism"- Charlie Clouser
18. "Shithole"- Charlie Clouser
19. "The Ring"- Charlie Clouser
20. "Hello, Tim"- Charlie Clouser
21. "The Rack"- Charlie Clouser
22. "Lynn Talks"- Charlie Clouser
23. "Rules"- Charlie Clouser
24. "Fight Eric"- Charlie Clouser
25. "Your Test"- Charlie Clouser
26. "Fix Me"- Charlie Clouser
27. "The Final Test"- Charlie Clouser

## Początkowa sugestia listy utworów
1. "Eyes of the Insane" (Remix) – Slayer
2. "No Submission" – Static-X
3. "Victim" – Eighteen Visions
4. "The Wolf Is Loose" – Mastodon
5. "Walk With Me in Hell" – Lamb of God
6. "Monochrome" – Helmet
7. "This Calling" – All That Remains
8. "Fury of the Storm" – DragonForce
9. "Score Suite" – Charlie Clouser
10. "Empty Hearts" – As I Lay Dying
11. "Guitared & Feathered" – Every Time I Die
12. "Killer Inside" – Hydrovibe
13. "Drilled A Wire Through My Cheek" – Blue October
14. "Naked" – Opiate For The Masses
15. "My Dying Heart" – Dry Kill Logic